# Sterna (Evros)
Sterna  este un oraș în Grecia în Prefectura Evros.